# Perfume
Perfume (jap. パフューム, Pafyūmu) ist eine japanische J-Pop- und Elektropop-Gruppe, bestehend aus Kashiyuka, Nocchi und A~chan. 2002 war ihr regionales Debüt in ihrer Heimatstadt Hiroshima und 2005 in ganz Japan. Ihr Produzent ist Yasutaka Nakata, der Gründer der Elektropop-Gruppe Capsule. Im Jahre 2007 erreichten sie mit der Single Polyrhythm erstmals die Top 10 der Oricon-Charts. Seit diesem Zeitpunkt erlangte die Gruppe immer größere Popularität.

## Mitglieder
| Künstlername         | wirklicher Name                             | Geburtsdatum       | Geburtsort |
| -------------------- | ------------------------------------------- | ------------------ | ---------- |
| Nocchi (のっち)      | Ayano Ōmoto (大本 彩乃 Ōmoto Ayano)         | 20. September 1988 | Fukuyama   |
| Kashiyuka (かしゆか) | Yuka Kashino (樫野 有香 Kashino Yuka)       | 23. Dezember 1988  | Hiroshima  |
| A~chan (あ～ちゃん)  | Ayaka Nishiwaki (西脇 綾香 Nishiwaki Ayaka) | 15. Februar 1989   | Hiroshima  |

## Geschichte

### 2000–2003: Gründung in Hiroshima
Im Jahr 2000 gründeten die Mädchen Ayaka Nishiwaki (Spitzname: A~chan), Yuka Kashino (Kashiyuka) und Yuka Kawashima (Kawayuka) die Gruppe Perfume in Hiroshima. Die drei besuchten dieselbe Schauspielschule, die Actor’s School Hiroshima (アクターズスクール広島). Da das Kanji 香 ka ‚Duft‘ in den Vornamen aller drei Gründungsmitglieder vorkommt, entschieden sie sich dazu, die Gruppe Perfume, englisch für Parfüm, japanisch 香水, zu nennen. Kawashima verließ jedoch die Gruppe und die Schauspielschule. An ihrer Stelle trat A~chan Ayano Ōmoto (Nocchi), die ebenfalls die Schauspielschule besuchte, der Gruppe bei.
Ihre ersten zwei limitierten Singles, Omajinai Perori und Kareshi Boshūchū (beide 2002), verkauften sie ausschließlich in ihrer Heimatstadt. Zu dieser Zeit lernte die Gruppe die Choreografin Mikiko kennen, die von da an die Tänze der Gruppe entwarf.

### 2003–2005: Bee-Hive-Ära in Tokio
2003 schlossen die drei Mädchen die Schauspielschule, die sie seit 1999 besucht haben, ab und zogen nach Tokio. Dort wurde Perfume Mitglied des Indielabels Bee-Hive. Außerdem unterschrieben sie bei der Managementagentur Amuse. In Tokio lernten sie auch Capsule-Mitglied und -Produzent Yasutaka Nakata kennen, der Perfume fortan produziert und Songs für die Gruppe schreibt. Zwischen 2003 und 2004 erschienen die drei Singles Sweet Donuts, Monochrome Effect und Vitamin Drop und die Gruppe hatte drei kleine Live-Auftritte. Obwohl keiner der Songs zu einem Hit wurde, entschied sich Amuse, Inc., Perfume japanweit debütieren zu lassen.
Von Herbst 2004 bis Sommer 2005 machte sich Perfume Akihabara zeitweise zur „Heimstätte“. Die Band arbeitete mit der Synchronsprecherin und Sängerin Haruko Momoi zusammen. Sie produzierte den Song Akihabalove und singt in diesem auch selbst. Ab und an gab die Gruppe in Akihabara Überraschungsstraßenkonzerte und wurden bis zur Veröffentlichung des Albums Game (2008) als „Akiba-kei Idols“ gesehen.

### 2005–2007: Plattenvertrag bei Tokuma Japan Communications und nationales Debüt
Am 21. September 2005 erschien unter ihrem neuen Label Tokuma Japan Communications die Single Linear Motor Girl. In japanischen Medien und auch von der Gruppe selbst wird diese Single als Debüt betrachtet. Im darauffolgenden Jahr wurden zwei weitere Singles mit den Titeln Computer City und Electro World veröffentlicht. Zu diesem Zeitpunkt erhielt die Gruppe zunehmend Aufmerksamkeit, jedoch war keiner der Songs ein Hit. Am 2. August 2006 erschien dann das erste Kompilationsalbum Perfume ~Complete Best~.

### 2007: Chocolate Disco und Polyrhythm
Während fast allen Bee-Hive-Mitgliedern von Amuse, Inc. der Vertrag gekündigt wurde, erhielt Perfume die Chance für eine weitere Single-Veröffentlichung. Im Februar 2007 erschien Fan Service: Sweet (ファン・サーヴィス [sweet]) mit dem Dance-Song Chocolate Disco. Die Single markiert einen Wendepunkt für die Gruppe. Obwohl die Verkaufszahlen mit etwas mehr als 9000 Einheiten nicht astronomisch waren, zog Chocolate Disco die Aufmerksamkeit der Pop-Rock-Sängerin Kaela Kimura auf sich, die das Lied daraufhin regelmäßig in ihrer Radiosendung spielte. Durch Kimuras Radiosendung wurde man schließlich auf die Gruppe für eine Fernsehwerbung aufmerksam. Am 1. Juli 2007 wurde der Werbespot für eine Recyclingkampagne des Fernsehsenders NHK ausgestrahlt, mit Perfumes neuen Song Polyrhythm. Durch den Erfolg wurde die Gruppe zum Festival Summer Sonic eingeladen. Die Single erreichte den 7. Platz der Oricon-Charts mit letztendlich über 60.000 verkauften Tonträgern und wurde später mit der goldenen Schallplatte ausgezeichnet. 
Ursprünglich weigerte sich das Label der Band, Polyrhythm als Single zu veröffentlichen, da die Verantwortlichen von Amuse den Titel aufgrund des namensgebenden Polyrhythmus im Zwischenspiel als zu eigenartig und nicht massentauglich genug empfanden. Sie forderten von Nakata, die Komposition entsprechend abzuändern, Nakata jedoch stritt sich solange mit den Mitarbeitern des Labels, bis sie schließlich nachgaben und Polyrhythm in Gänze veröffentlicht werden konnte.
Nach dem Auftritt in zahlreichen Musikshows wie Music Station und HEY!HEY!HEY!, fand am 31. Dezember 2007 ihr bis dahin größtes Konzert Countdown 2008 statt.

### 2008: erstes Studioalbum, erste Tournee und Budōkan
Im Februar 2008 erschien ihre neue Single Baby Cruising Love / Macaroni, mit der sie erstmals die Top 3 der Single-Charts erreichten. Ab April moderierten die Perfume-Mitglieder schließlich zusammen mit dem Model Naoto Tokuzawa und dem Comedian Nishioka Sumiko die Fernsehshow Happy! bis September. Kurz nach Ausstrahlung der ersten Folge erschien mit Game das erste Studioalbum der Gruppe und hielt Platz 1 der Charts für eine Woche. Das Album wurde über 450.000-mal verkauft und wurde mit zweifachem Platin ausgezeichnet. Kurz nach Veröffentlichung des Albums hielt die Gruppe ihre erste Tournee ab, welche ausverkauft war.
Am 9. Juli erschien mit Love the World das erste Lied der Gruppe, das die Spitze der Single-Charts erreichte. Etwa drei Monate später erschien die DVD zur Tournee der Gruppe und erreichte Platz 1 der Oricon-DVD-Charts und schlug damit die Veröffentlichungen der Sängerinnen Koda Kumi und Namie Amuro. Im November gab die Gruppe ihr erstes Konzert im renommierten Nippon Budōkan mit dem Titel Budoukaaaaaaaaaan!!!!!
Am Jahresende wurde Perfume zu NHKs 59. Kōhaku Uta Gassen eingeladen, womit sich die Gruppe einen Traum erfüllte.

### 2009: Das zweite Studioalbum Triangle

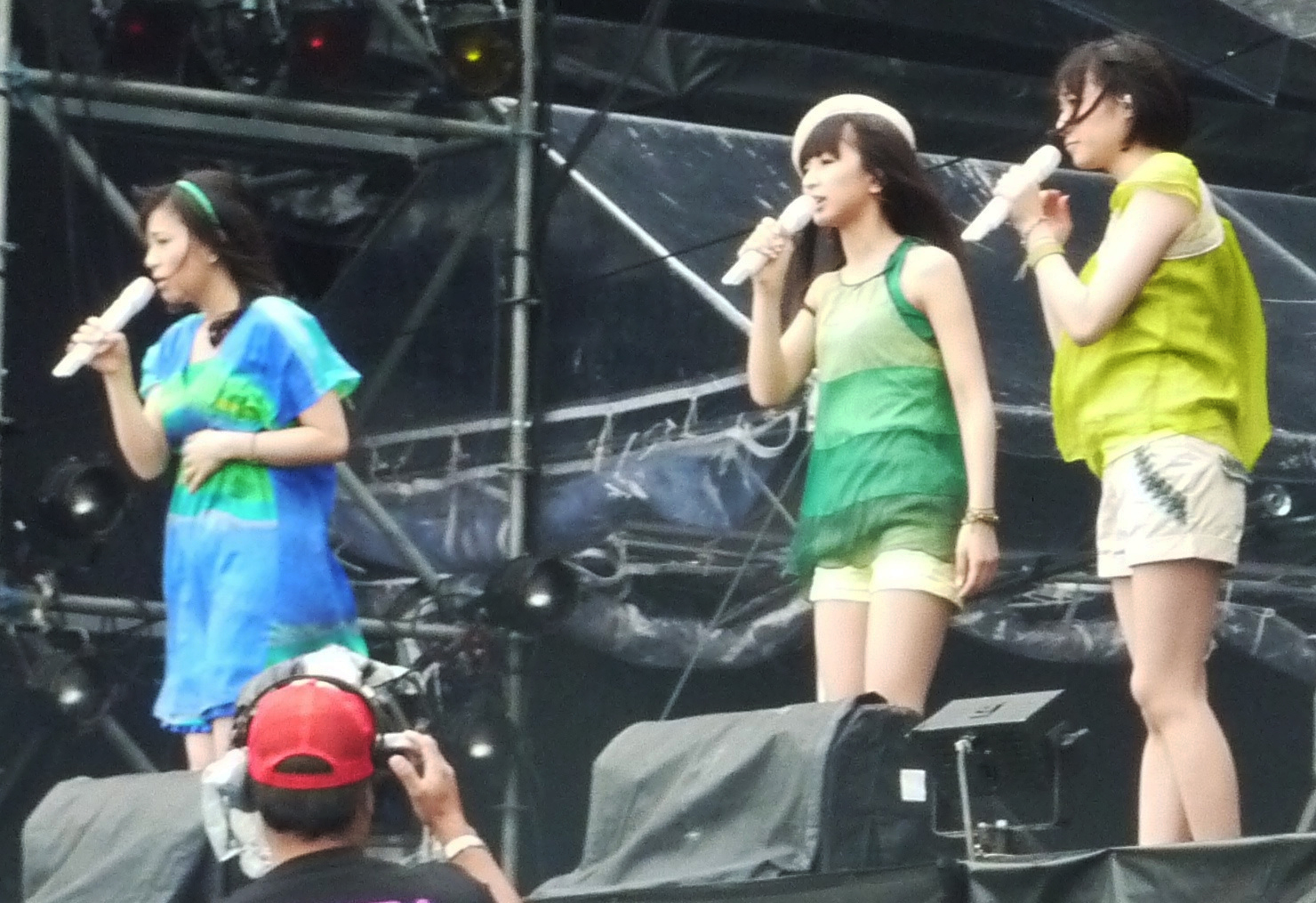
Perfume auf dem Festival Rock in Japan (2009)

Am 25. März 2009 wurde die Single One Room Disco veröffentlicht, die als zweites Lied der Gruppe Platz 1 der Charts erreichte. Im April 2009 lief die eigene Comedy-Show der Gruppe auf dem Fernsehsender NTV an mit dem Titel Perfume no Chandelier House.
Am 8. Juli erschien das zweite Studioalbum Triangle. Wie der Vorgänger erreichte es Platz 1 der Album-Charts und verkaufte sich über 300.000-mal. Auf die Veröffentlichung folgte die zweite japanweite Tournee der Gruppe.

### 2010–2011: Tokyo Dome
Anfang 2010 erschien die Single Fushizen na Girl / Natural ni Koishite, die Platz 2 der Charts erreichte. Darauf folgte eine Tournee mit dem Titel P.T.A. presents Perfume 結成10周年!!!! exklusiv für den offiziellen Fanclub der Gruppe um das 10-jährige Jubiläum zu feiern.
Um das Jubiläum nicht nur mit dem Fanclub zu feiern, sondern mit allen Fans der Gruppe, veranstaltete Perfume am 3. November 2011 das Konzert 1 2 3 4 5 6 7 8 9 10 11 im Tokyo Dome vor 50.000 Besuchern. Alle Karten waren bereits am ersten Verkaufstag ausverkauft, so dass zusätzliche Plätze geschaffen wurden. Die Gruppe feierte damit das 10. Jubiläum seit Gründung und das 5. Jahr nach ihrem nationalen Debüt. Noch im selben Monat trat die Gruppe bei den Mnet Asian Music Awards in Macau auf, was der erste Auftritt der Gruppe im Ausland war. Dort wurden sie als Best Asian Pop Artist ausgezeichnet.
Im September erfolgte die Veröffentlichung der Single Perfume Selection zum Download in Südkorea. Dies fiel zusammen mit dem Auftritt von Perfume bei dem Asia Song Festival in Daegu in Südkorea.
Am 30. November 2011 erschien das dritte Studioalbum der Gruppe mit dem Titel JPN. Wie die Vorgänger erreichte es Platz 1 der Charts und wurde über 350.000-mal verkauft.

### 2012: Labelwechsel und Welttournee
Anfang 2012 wurde bekanntgegeben, dass Perfume ihr Plattenlabel mit der Absicht in den internationalen Markt einzusteigen, von Tokuma Japan Communications zu Universal Music, wechseln. Das Album JPN wurde daraufhin in 50 Ländern im iTunes Store veröffentlicht und eine internationale Website aufgesetzt. Kurz darauf erschien im April die Single Spring of Life. Der Song wurde für einen Kirin-Werbeclip genutzt, der in Los Angeles abgedreht wurde.
Am 23. Juni hostete die Gruppe die MTV Video Music Awards Japan in Chiba in der Makuhari Messe.
Am 15. August erschien die Single Spending All My Time in größtenteils englischer Sprache. Im folgenden Monat, am 12. September, veröffentlichte Perfume ein neues Kompilationsalbum für den internationalen Markt unter dem Titel Perfume Global Compilation LOVE THE WORLD und starteten zudem ihre Welttournee, zunächst in Asien, unter dem Titel Perfume World Tour 1st. Dabei gaben sie Konzerte in Taipeh (Taiwan), Hongkong, Seoul (Südkorea) und Singapur.
Außerdem vertrat Perfume Japan beim ABU TV Song Festival 2012, einem Event ähnlich dem Eurovision Song Contest, jedoch ohne Wettbewerb. Das Festival fand am 14. Oktober in der KBS Concert Hall in Seoul, Südkorea, statt.

### 2013: Europatournee und Level3
Am 27. Februar 2013 wurde die Single Mirai no Museum veröffentlicht. Dabei handelt es sich um die Titelmelodie für den Doraemon-Film Nobita no Himitsu Dōgu Museum. Das Lied erreichte Platz 2 der Oricon-Charts.
Am 22. Mai wurde die Single Magic of Love gemeinsam mit der DVD Perfume World Tour 1st veröffentlicht, die das Singapur-Konzert zeigt. Vom 29. Mai bis 18. Juni gab Perfume eine Tournee mit dem Titel Zutto Suki Datta’n’jake ~ Sasurai no Men Kata Perfume FES!! mit Gästen und einem „Battle of Bands“. Es gab insgesamt sechs Konzerte in Tokio, Nagoya und Osaka. Zwischendurch trat die Band am 14. Juni auf dem Ultra Music Festival in Seoul auf.
Am 20. Juni war die Gruppe zu Gast auf dem Cannes Lions International Festival of Creativity, auf dem ihr Perfume Global Site Project mit dem Silbernen Löwen in der Kategorie Cyber Lions ausgezeichnet wurde. Kurz darauf fand im Juli der zweite Teil ihrer Welttournee in Europa statt mit dem Titel Perfume World Tour 2nd. Dabei gaben sie drei Konzerte, in Köln, London und Paris.
Anfang Oktober erschien Perfumes viertes Studioalbum LEVEL3. Im Dezember gaben sie insgesamt vier Konzerte um das Album zu promoten; zwei im Kyocera Dome in Osaka und zwei im Tokyo Dome.

### 2014: Perfume World Tour 3rd
Anfang Januar 2014 begann Perfume ihre FES!!-Tournee. Sie planten, in neun Hallen mit acht unterschiedlichen Gastbands aufzutreten, darunter Tokyo Ska Paradise Orchestra, Rip Slyme, 9nine, 9mm Parabellum Bullet, Rhymester, Motohiro Hata, Takahashi Yu und Maximum the Hormone. Perfumes gemeinsames Konzert mit 9nine wurde am 20. und 21. März mit A~chan und ihrer jüngeren Schwester Sayaka Nishiwaki in Perfumes Heimatstadt Hiroshima abgehalten; dabei tauschten sie kurz ihre Plätze in den entsprechenden Gruppen. Weitere Konzerte fanden in Tokio, Shizuoka, Ishikawa und Kagawa statt. Das für Seoul geplante Konzert mit Maximum the Hormone wurde aufgrund des Sewol-Unglücks abgesagt.
Am 16. Juli erschien die 20. Single Cling Cling. Auf der Single ist auch der Song Hold Your Hand. Für das Musikvideo konnten Perfume-Fans aus der ganzen Welt Fotos einsenden, die in dem Video Verwendung fanden.
Ab 1. August ging Perfume wieder auf Tour. Die Gurungurun-Tournee startete in Hiroshima und wurde im Tokioter Kokuritsu Yoyogi Kyōgijō abgeschlossen. Gurungurun (ぐるんぐるん) bedeutet so viel wie „rundherum“ und steht für die Tournee rund durch Japan. Danach ging es für die Band gleich weiter zum Start des dritten Legs ihrer Welttournee, Perfume World Tour 3rd. Dabei gab Perfume zwischen dem 31. Oktober und dem 15. November fünf Konzerte in Taipeh, Singapur, London, Los Angeles und New York.

### 2015: Jubiläum

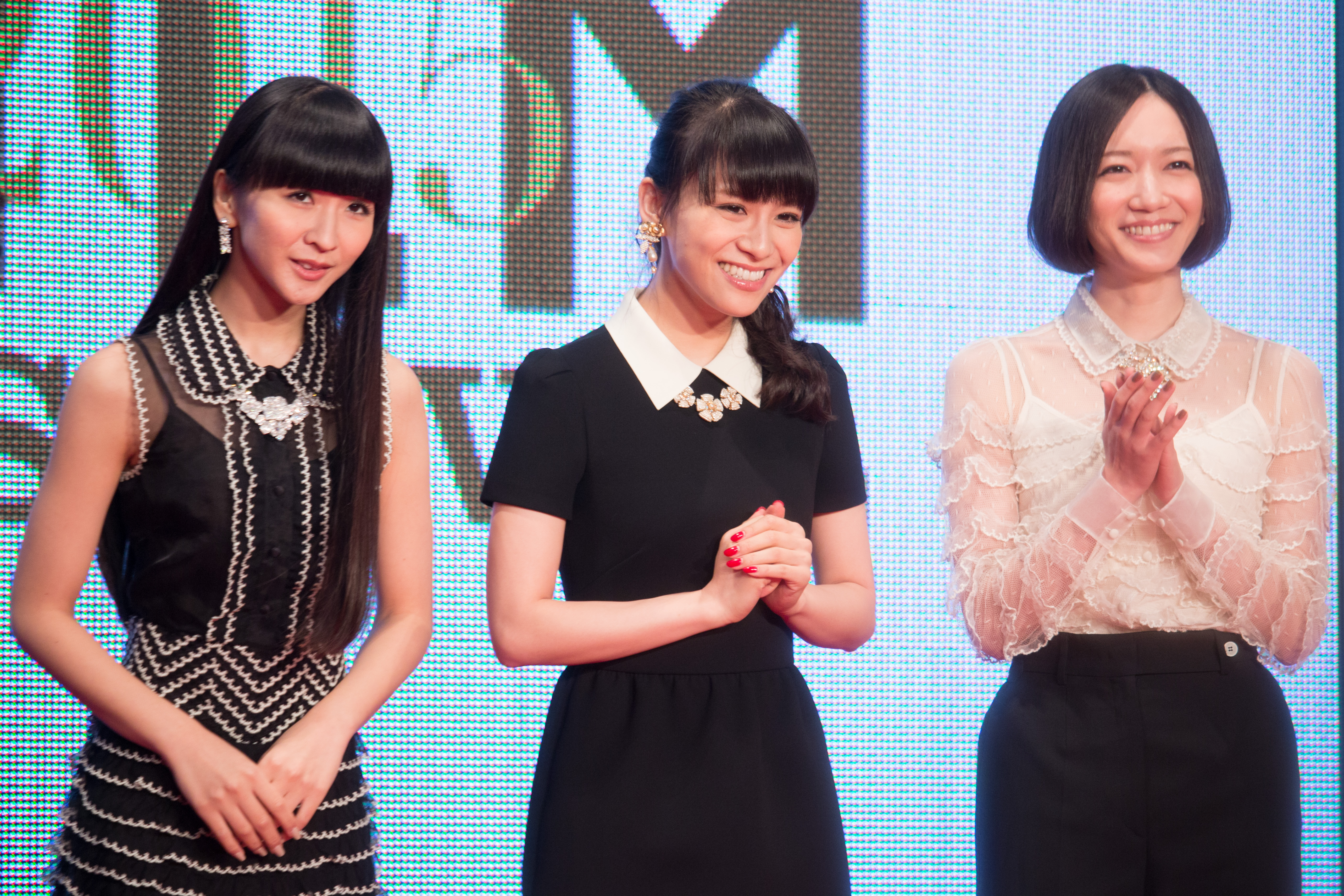
Perfume auf dem Tokyo International Film Festival 2015

Ende 2014 hatte Perfume einen Cameo-Auftritt in dem Musikvideo zu I Won’t Let You Down von der amerikanischen Rockband OK Go. Dies wurde gefolgt von einem Cameo OK Gos in dem Musikvideo zu Perfumes Pick Me Up von der Single Relax In The City / Pick Me Up, die am 29. April 2015 erschien. Mit der Single leitete Perfume ihr 10. Jubiläum seit der Veröffentlichung ihrer Single Linear Motor Girl ein.
Kurz zuvor sorgte Perfume für Erstaunen auf der Japan Nite am 20. März während des Festivals South by Southwest (SXSW) in Austin, Texas, in den USA. Grund war der beeindruckende Auftritt und die Technik von Rhizomatiks, die eingesetzt wurde. Insgesamt führten sie dort neun Songs auf.
Am 14. August trat die Gruppe im Rahmen des Summer Sonic 2015 in Chiba in der Makuhari Messe auf.

### 2016: Cosmic Explorer
Im April 2016 erschien das fünfte Studioalbum Cosmic Explorer.

## Diskografie

### Studioalben
| Jahr | Titel                                     | Höchstplatzierung, Gesamtwochen, AuszeichnungChartsChartplatzierungen (Jahr, Titel, Platzierungen, Wochen, Auszeichnungen, Anmerkungen) | Anmerkungen                                 |
| Jahr | Titel                                     | JP | Anmerkungen                                 |
| ---- | ----------------------------------------- | --- | ------------------------------------------- |
| 2008 | Game                                      | JP1 ×2Doppelplatin · (124 Wo.)JP | Erstveröffentlichung: 16. April 2008        |
| 2009 | ⊿ (Triangle) (トライアングル) Toraianguru | JP1 Platin · (63 Wo.)JP | Erstveröffentlichung: 8. Juli 2009          |
| 2011 | JPN                                       | JP1 Platin · (42 Wo.)JP | Erstveröffentlichung: 30. November 2011     |
| 2013 | Level3                                    | JP1 Platin · (31 Wo.)JP | Erstveröffentlichung: 2. Oktober 2013       |
| 2016 | Cosmic Explorer                           | JP1 Gold · (46 Wo.)JP | Erstveröffentlichung: 6. April 2016         |
| 2018 | Future Pop                                | JP1 Gold · (28 Wo.)JP | Erstveröffentlichung: 15. August 2018       |
| 2021 | Polygon Wave                              | JP2 (10 Wo.)JP | Erstveröffentlichung: 22. September 2021 EP |
| 2022 | Plasma                                    | JP3 (14 Wo.)JP | Erstveröffentlichung: 27. Juli 2022         |
| 2024 | Nebula Romance: Part I                    | JP5 (15 Wo.)JP | Erstveröffentlichung: 20. September 2024    |

### Kompilationen
| Jahr | Titel                      | Höchstplatzierung, Gesamtwochen, AuszeichnungChartsChartplatzierungen (Jahr, Titel, Platzierungen, Wochen, Auszeichnungen, Anmerkungen) | Anmerkungen                              |
| Jahr | Titel                      | JP | Anmerkungen                              |
| ---- | -------------------------- | --- | ---------------------------------------- |
| 2006 | Perfume: Complete Best     | JP24 Platin · (100 Wo.)JP | Erstveröffentlichung: 2. August 2006     |
| 2012 | Love the World             | JP1 Platin · (50 Wo.)JP | Erstveröffentlichung: 12. September 2012 |
| 2019 | Perfume The Best “P Cubed” | JP1 Gold · (39 Wo.)JP | Erstveröffentlichung: 18. September 2019 |

### Singles
| Jahr | Titel Album                                                                      | Höchstplatzierung, Gesamtwochen, AuszeichnungChartsChartplatzierungen (Jahr, Titel, Album, Platzierungen, Wochen, Auszeichnungen, Anmerkungen) | Anmerkungen                                                 |
| Jahr | Titel Album                                                                      | JP | Anmerkungen                                                 |
| ---- | -------------------------------------------------------------------------------- | --- | ----------------------------------------------------------- |
| 2002 | Omajinai Perori Omajinai★ (ペロリ) –                                             | — | Erstveröffentlichung: 21. März 2002                         |
| 2002 | Kareshi Boshūchū (彼氏募集中) –                                                  | — | Erstveröffentlichung: 1. November 2002                      |
| 2003 | Sweet Donuts (スウィートドーナッツ) Perfume -Complete Best-                      | — | Erstveröffentlichung: 6. August 2003                        |
| 2004 | Monochrome Effect (モノクロームエフェクト) Perfume -Complete Best-               | — | Erstveröffentlichung: 17. März 2004                         |
| 2004 | Vitamin Drop (ビタミンドロップ) Perfume -Complete Best-                          | — | Erstveröffentlichung: 8. September 2004                     |
| 2005 | Linear Motor Girl (リニアモーターガール) Perfume -Complete Best-                 | — | Erstveröffentlichung: 21. September 2005                    |
| 2006 | Computer City (コンピューターシティ) Perfume -Complete Best-                     | JP45 (5 Wo.)JP | Erstveröffentlichung: 11. Januar 2006 Verkäufe: + 3.841     |
| 2006 | Electro World (エレクトロ・ワールド) Perfume -Complete Best-                     | JP77 (2 Wo.)JP | Erstveröffentlichung: 28. Juni 2006 Verkäufe: + 1.989       |
| 2007 | Fan Service (Sweet) (ファン・サーヴィス[sweet]) Game                             | JP31 (9 Wo.)JP | Erstveröffentlichung: 24. Februar 2007 Verkäufe: + 9.214    |
| 2007 | Polyrhythm (ポリリズム) Game                                                     | JP7 Gold + Gold (Mobile Downloads) · (58 Wo.)JP                                                                                                | Erstveröffentlichung: 21. September 2007 Verkäufe: + 76.499 |
| 2008 | Baby Cruising Love / Macaroni (Baby cruising Love / マカロニ) Game               | JP3 (18 Wo.)JP | Erstveröffentlichung: 16. Januar 2008 Verkäufe: + 65.686    |
| 2008 | Love the World Triangle                                                          | JP1 Gold + Gold (Mobile Downloads) · (37 Wo.)JP                                                                                                | Erstveröffentlichung: 9. Juli 2008 Verkäufe: + 144.761      |
| 2008 | Dream Fighter Triangle                                                           | JP2 Gold + Gold (Mobile Downloads) · (17 Wo.)JP                                                                                                | Erstveröffentlichung: 19. November 2008 Verkäufe: + 106.752 |
| 2009 | One Room Disco (ワンルーム・ディスコ) Triangle                                   | JP1 Gold + Gold (Mobile Downloads) · (11 Wo.)JP                                                                                                | Erstveröffentlichung: 25. März 2009 Verkäufe: + 101.016     |
| 2010 | Fushizen na Girl / Natural ni Koishite (不自然なガール / ナチュラルに恋して) JPN | JP2 Gold · (17 Wo.)JP | Erstveröffentlichung: 14. April 2010 Verkäufe: + 107.254    |
| 2010 | Voice JPN                                                                        | JP2 Gold + Gold (Mobile Downloads) · (16 Wo.)JP                                                                                                | Erstveröffentlichung: 11. August 2010 Verkäufe: + 121.201   |
| 2010 | Nee (ねぇ) JPN                                                                   | JP2 Gold · (15 Wo.)JP | Erstveröffentlichung: 10. November 2010 Verkäufe: + 108.465 |
| 2011 | Laser Beam / Kasuka na Kaori (レーザービーム / 微かなカオリ) JPN                 | JP2 Gold · (15 Wo.)JP | Erstveröffentlichung: 18. Mai 2011 Verkäufe: + 124.613      |
| 2011 | Spice (スパイス) JPN                                                             | JP2 Gold · (10 Wo.)JP | Erstveröffentlichung: 2. November 2011 Verkäufe: + 92.289   |
| 2012 | Spring of Life Level3                                                            | JP2 Gold + Gold (Digital) · (12 Wo.)JP | Erstveröffentlichung: 11. April 2012 Verkäufe: + 116.014    |
| 2012 | Spending All My Time Level3                                                      | JP2 Gold · (10 Wo.)JP | Erstveröffentlichung: 15. August 2012 Verkäufe: + 104.641   |
| 2013 | Mirai no Museum (未来のミュージアム) Level3                                      | JP2 Gold · (13 Wo.)JP | Erstveröffentlichung: 27. Februar 2013 Verkäufe: + 90.992   |
| 2013 | Magic of Love Level3                                                             | JP3 Gold · (8 Wo.)JP | Erstveröffentlichung: 22. Mai 2013 Verkäufe: + 78.136       |
| 2013 | Sweet Refrain Cosmic Explorer                                                    | JP3 (9 Wo.)JP | Erstveröffentlichung: 27. November 2013 Verkäufe: + 69.578  |
| 2014 | Cling Cling Cosmic Explorer                                                      | JP2 Gold · (10 Wo.)JP | Erstveröffentlichung: 16. Juli 2014 Verkäufe: + 88.000      |
| 2015 | Relax in the City / Pick Me Up Cosmic Explorer                                   | JP2 (9 Wo.)JP | Erstveröffentlichung: 29. April 2015 Verkäufe: + 71.000     |
| 2015 | Star Train Cosmic Explorer                                                       | JP4 Gold · (13 Wo.)JP | Erstveröffentlichung: 28. Oktober 2015 Verkäufe: + 80.000   |
| 2016 | Tokyo Girl Future Pop                                                            | JP2 Platin (Digital) · (16 Wo.)JP | Erstveröffentlichung: 15. Februar 2016                      |
| 2017 | If You Wanna Future Pop                                                          | JP2 (8 Wo.)JP | Erstveröffentlichung: 30. August 2017                       |
| 2018 | Mugenmirai (無限未来, Endless Future) Future Pop                                 | JP4 (12 Wo.)JP | Erstveröffentlichung: 14. März 2018                         |
| 2020 | Time Warp Plasma                                                                 | JP2 (11 Wo.)JP | Erstveröffentlichung: 16. September 2020                    |
| 2022 | Flow Plasma                                                                      | JP5 (14 Wo.)JP | Erstveröffentlichung: 9. März 2022                          |
| 2023 | Moon –                                                                           | JP9 (8 Wo.)JP | Erstveröffentlichung: 6. September 2023                     |

Weitere Lieder
- 2010: 575 (JP: Gold (Mobile Downloads))
- 2016: Flash (JP: Platin (Digital))

### Videoalben
| Jahr | Titel                                                                                    | Höchstplatzierung, Gesamtwochen, AuszeichnungChartsChartplatzierungen (Jahr, Titel, Platzierungen, Wochen, Auszeichnungen, Anmerkungen) | Anmerkungen                              |
| Jahr | Titel                                                                                    | JP | Anmerkungen                              |
| ---- | ---------------------------------------------------------------------------------------- | --- | ---------------------------------------- |
| 2007 | Fan service ～Bitter～                                                                   | JP3 (58 Wo.)JP | Erstveröffentlichung: 14. März 2007      |
| 2008 | 24のひとみ Vol.1                                                                         | — | Erstveröffentlichung: 25. Januar 2008    |
| 2008 | 24のひとみ Vol.2                                                                         | — | Erstveröffentlichung: 22. Februar 2008   |
| 2008 | Perfume First Tour [Game]                                                                | JP1 Gold · (37 Wo.)JP | Erstveröffentlichung: 15. Oktober 2008   |
| 2009 | Perfume [BUDOUKaaaaaaaaaaN!!!!!]                                                         | JP1 Gold · (29 Wo.)JP | Erstveröffentlichung: 22. April 2009     |
| 2009 | Perfume in HAPPYで気になるシャンデリアハウス                                             | JP12 (4 Wo.)JP | Erstveröffentlichung: 25. September 2009 |
| 2010 | Perfume Second Tour 2009 [直角二等辺三角形Tour]                                          | JP1 (37 Wo.)JP | Erstveröffentlichung: 13. Januar 2010    |
| 2011 | 結成10周年、メジャーデビュー5周年記念!Perfume LIVE @東京ドーム [1 2 3 4 5 6 7 8 9 10 11] | JP1 Gold · (71 Wo.)JP | Erstveröffentlichung: 9. Februar 2011    |
| 2012 | Perfume 3rd Tour [JPN]                                                                   | JP1 Gold · (21 Wo.)JP | Erstveröffentlichung: 1. August 2012     |
| 2013 | Perfume World Tour 1st                                                                   | JP1 (14 Wo.)JP | Erstveröffentlichung: 22. Mai 2013       |
| 2014 | Perfume Clips                                                                            | JP1 Gold · (20 Wo.)JP | Erstveröffentlichung: 12. Februar 2014   |
| 2014 | Perfume 4th Tour in Dome [Level3]                                                        | JP2 (19 Wo.)JP | Erstveröffentlichung: 9. April 2014      |
| 2014 | Perfume World Tour 2nd                                                                   | JP1 (6 Wo.)JP | Erstveröffentlichung: 1. Oktober 2014    |
| 2015 | Perfume 5th Tour 2014 [ぐるんぐるん]                                                     | JP1 (15 Wo.)JP | Erstveröffentlichung: 10. März 2015      |
| 2015 | Perfume World Tour 3rd                                                                   | JP3 (15 Wo.)JP | Erstveröffentlichung: 22. Juli 2015      |
| 2016 | Perfume Anniversary 10days 2015 PPPPPPPPPP [Live 3:5:6:9]                                | JP2 (21 Wo.)JP | Erstveröffentlichung: 13. Januar 2016    |
| 2016 | We Are Perfume -World Tour 3rd Document (初回限定盤)                                     | JP5 (6 Wo.)JP | Erstveröffentlichung: 6. Juli 2016       |
| 2017 | Perfume 6th Tour 2016 [Cosmic Explorer]                                                  | JP2 (15 Wo.)JP | Erstveröffentlichung: 5. April 2017      |
| 2017 | Perfume Clips 2                                                                          | JP3 (15 Wo.)JP | Erstveröffentlichung: 29. November 2017  |
| 2019 | Perfume 7th Tour 2018 [Future Pop]                                                       | JP2 (12 Wo.)JP | Erstveröffentlichung: 3. April 2019      |
| 2020 | Perfume 8th Tour 2020 “P Cubed” in Dome                                                  | JP1 (10 Wo.)JP | Erstveröffentlichung: 2. September 2020  |
| 2022 | Perfume Live 2021 [polygonwave]                                                          | JP5 (7 Wo.)JP | Erstveröffentlichung: 24. Dezember 2022  |
| 2023 | Perfume 9th Tour 2022 "Plasma"                                                           | JP1 (9 Wo.)JP | Erstveröffentlichung: 31. Mai 2023       |
| 2024 | Perfume Countdown Live 2023→2024 “COD3 OF P3RFUM3” ZOZ5"                                 | JP2 (9 Wo.)JP | Erstveröffentlichung: 22. Mai 2024       |

### Auszeichnungen für Musikverkäufe
Anmerkung: Auszeichnungen in Ländern aus den Charttabellen bzw. Chartboxen sind in ebendiesen zu finden.
| Land/RegionAuszeichnungen für Musikverkäufe (Land/Region, Auszeichnungen, Verkäufe, Quellen) | Gold       | Platin     | Verkäufe  | Quellen        |
| -------------------------------------------------------------------------------------------- | ---------- | ---------- | --------- | -------------- |
| Japan (RIAJ)                                                                                 | 30× Gold30 | 9× Platin9 | 5.250.000 | riaj.or.jp JP2 |
| Insgesamt                                                                                    | 30× Gold30 | 9× Platin9 |           |                |